# Marsdenia tressensiae
Marsdenia tressensiae là một loài thực vật có hoa trong họ La bố ma. Loài này được S. Caceres & Morillo mô tả khoa học đầu tiên năm 1993.